# Hradčany (Prag)
布拉格城堡镇（捷克语：Hradčany ；德语：Hradschin）是布拉格传统上区划四镇之一，余下的分别是小城区、老城区和新城区。

## 地名由来
与捷克语不同，德语中“Hradschin”一词容易被误解为城堡山，或间接地被理解为布拉格城堡。马特乌斯·梅里安（Matthäus Merian）引用了其原意：“……然而，在另一侧，是一座小山丘，山上坐落着小镇赫拉德赞/赫拉齐努姆，或通常所说的赫拉钦。根据其市长和议会的说法，它也被称为布拉格上城区，并且拥有自己的城镇登记册。”

## 历史沿革
毗邻城堡的城堡区（Hradčany）可能由海尼克·贝尔卡·冯·度巴（Hynek Berka von Duba）于1320年建立，是继老城区和小城区之后的布拉格第三大城镇。然而，与布拉格其他城镇不同的是，它并非自由镇，而是受城主管辖（直至1598年）。最初，该定居点仅占据城堡广场（德语：Hradschiner Platz）周围的区域。在查理六世统治时期，该镇得到扩建，并与小城区并入共同的城墙。
1541年一场毁灭性的大火之后，该镇经历了彻底的变革，神职人员（大主教和教士）和贵族修建了宫殿。萨尔姆（Salms）、施瓦岑贝格（Schwarzenbergs）、切尔宁（Czernins）、施滕贝格（Sternbergs）和洛布科维茨（Lobkowitz）等重要的波希米亚贵族家族在此建造了他们宏伟的宫殿。只有市场广场本身的布局基本保持不变。 1598 年，鲁道夫二世将城堡区升格为皇家城镇。
波霍热莱茨（Pohořelec）是城堡区（Hradčany）的一个郊区。它由城主阿列什·马尔科维奇（Aleš z Malkovic）于1375年建立。它的名字源于曾遭受多次火灾，尤其是1420年、1541年和1742年的三次大火。它现在的外观以巴洛克风格为主。
18世纪，城堡区并入布拉格市。1991年，该区人口为2797人。2001年，该区共有212栋房屋，居住着2313人。

## 重要景点
城堡广场周围矗立着巴洛克风格的圣母玛利亚纪念柱和托马斯·马萨里克纪念碑，广场周围是布拉格城堡的正门、大主教宫、施瓦岑贝格宫和其他几座贵族宫殿。城堡下方分布着众多花园。
洛雷坦广场（Loretánské náměstí）建于1703年至1726年间，当时贵族切尔宁（Černín）家族购买了这里原有的房屋，将其拆除，并重新设计了广场。广场略微高耸的是雄伟的切尔宁宫，它现在是捷克外交部的所在地，其主立面长达150米。广场对面是布拉格的洛雷托（Loreto）。嘉布遣会修道院位于广场的尽头。
城堡广场正西侧是斯特拉霍夫修道院，尽管它已不再属于城堡广场。
1. ↑  , 2024-12-18  [2025-07-14] （德语）
2. ↑  , 2025-04-23  [2025-07-14] （德语）
3. ↑  , 2023-12-18  [2025-07-14] （德语）